# Middelbaar beroepsonderwijs

Instroom en doorstroom in het Nederlandse mbo

Het middelbaar beroepsonderwijs (afgekort mbo) is een onderwijsvorm in het Nederlandse onderwijs.
De meeste mbo-opleidingen zoals bouw, techniek, zorg, sociale beroepen, economische beroepen worden gegeven op Regionale Opleidingencentra (roc). Deze opleidingen vallen onder het ministerie van Onderwijs, Cultuur en Wetenschap. Groene opleidingen (landbouw, tuinbouw, bosbouw, voeding, dierenhouderij) worden gegeven op Agrarische Opleidingscentra (aoc). Deze vallen onder het ministerie van Economische Zaken. Daarnaast zijn er vakinstellingen; zij verzorgen mbo-opleidingen in één branche (bijvoorbeeld grafische vormgeving). Behalve openbare of bijzondere instellingen bekostigd door een van de ministeries, zijn er ook nog talloze particuliere opleidingsinstituten die erkende mbo-diploma's mogen afgeven. Met name kappersopleidingen en schoonheidsinstituten zijn vaak particuliere opleidingscentra.
Het middelbaar beroepsonderwijs wordt geregeld in de Wet educatie en beroepsonderwijs.

## Niveau
Mbo-opleidingen worden gegeven op vier verschillende niveaus:
- niveau 1: assistent beroepsbeoefenaar (geen startkwalificatie)
- niveau 2: medewerker / basisberoepsbeoefenaar
- niveau 3: zelfstandig medewerker / zelfstandig beroepsbeoefenaar / vakopleiding
- niveau 4: middenkaderfunctionaris / gespecialiseerd beroepsbeoefenaar (geeft toegang tot hbo)

Het mbo kent geen centraal examen zoals het voortgezet onderwijs. De inhoud van de opleidingen is landelijk bepaald (in eindtermen of in competenties), maar iedere onderwijsinstelling bepaalt zelf hoe deze wordt geëxamineerd. Dit kan met behulp van zelf ontwikkelde toetsen of examens van landelijke organisaties. Om te voorkomen dat dit tot grote verschillen in eindniveau leidt, ziet de Onderwijsinspectie toe op de onderwijsprogrammering en examinering. Voor de vakken Nederlands en Rekenen worden centraal ontwikkelde examens ingevoerd.

## Toelating
Tot het mbo wordt men toegelaten met de  volgende kwalificaties:
- voor niveau 1 geldt een drempelloze instroom;
- voor niveau 2 heeft men minimaal een vmbo-diploma (Basisberoepsgerichte leerweg) nodig. Soms geldt een drempelloze instroom, namelijk wanneer er geen verwante "onderliggende" niveau 1 opleiding bestaat en de deelnemer minimaal 16 jaar is. De drempelloze instroom op niveau 2 wordt afgeschaft als het wetsvoorstel Entree-opleidingen wordt ingevoerd;[1]
- voor niveau 3 en 4 is minimaal een vmbo-diploma (kaderberoepsgerichte leerweg, gemengde leerweg of theoretische leerweg) of overgangsbewijs van havo/vwo 3 naar havo/vwo 4 nodig;
- met een havo- of vwo-diploma kan de student aan een versneld traject deelnemen.

## Onderwijsbeurs
In Nederland bestaan er diverse beurzen waar scholieren zich jaarlijks kunnen informeren over vervolgstudies aan het middelbaar beroepsonderwijs. Enkele beurzen zijn onder andere:
- Onderwijsbeurs Zuid-Nederland in het Beursgebouw Eindhoven in Eindhoven
- Beroepskeuzebeurs West-Nederland in de Evenementenhal Rijswijk in Rijswijk
- Beroepskeuzebeurs Midden-Nederland in de Jaarbeurs Utrecht in Utrecht
- Studiebeurs Zwolle in de IJsselhallen in Zwolle
- Studie Beurs in de Jaarbeurs in Utrecht
- Onderwijsbeurs Noord-Nederland in de MartiniPlaza in Groningen

## Organisatie
Alle mbo-opleidingen worden in twee vormen gegeven:
- beroepsbegeleidende leerweg (bbl). De student heeft een dienstverband van minimaal 24 uur per week bij een bedrijf. Eén dag per week gaat de student naar school. Vroeger noemde men dit een leerlingstelsel of soms 'vakschool' of 'streekschool'.
- beroepsopleidende leerweg (bol). De student heeft geen vast dienstverband en gaat vier of vijf dagen per week naar school. Een deel van de opleiding loopt hij stage (beroepspraktijkvorming). Een student in de Bol-opleiding krijgt minimaal 850 klokuren les en of begeleiding.

## Perspectieven
Sinds de invoering van de Wet Educatie en Beroepsonderwijs (WEB) in 1996 kon een leerling die niveau 2 had afgerond, makkelijk doorstromen naar niveau 3, of van 3 naar 4. 
In 2010 werd het competentiegerichte leren ingevoerd in het mbo. De kenniscentra voor beroepsonderwijs en bedrijfsleven hebben samen met onderwijs en bedrijfsleven nieuwe kwalificatiedossiers opgesteld. In een kwalificatiedossier staat wat een student moet kennen en kunnen als hij zijn mbo-opleiding heeft afgerond. Daarbij gaat het niet alleen om vaktechnische vaardigheden, maar ook om algemenere competenties als samenwerken en met klanten omgaan. 
De onderwijsinstellingen maken, op basis van deze kwalificatiedossiers, lesprogramma's. Studenten zullen dan vooral studeren vanuit een beroepsgerichte setting. Problemen en cases uit de praktijk zullen het studeren aansturen.

## Historische ontwikkeling
Het middelbaar beroepsonderwijs is tot 1990 een niet bestaand fenomeen in de Nederlandse onderwijswereld. Wel bestaat er een groot aantal opleidingen voor de beroepen waar nu de ROC's voor verantwoordelijk zijn, vaak in combinatie met een verwante opleiding op het niveau waar nu het hbo verantwoordelijk is. Dit zijn echter allemaal zelfstandige, op een kleine beroepensector gerichte scholen. Deze scholen zijn ontstaan vanuit de behoefte van beroepsgroepen aan scholing voor de toekomstige beoefenaren van het beroep. Naast de beroepssector waarvoor wordt opgeleid zijn zeker de scholen voor de klassiekere beroepen ook nog gesticht vanuit de verschillende zuilen waarin de Nederlandse samenleving tot ongeveer 1970 opgedeeld was. De scholen worden steeds meer geconfronteerd met de spanning tussen regelgeving ten aanzien van bekostiging door het Rijk enerzijds, en een steeds snellere verandering van de kennis en vaardigheden die in de verschillende beroepen van beginners gevraagd worden anderzijds. Vanuit de politiek wordt ook gezien dat veel kleine scholen moeilijk kunnen inspelen op de maatschappelijke veranderingen.
Rond 1985 worden de hbo-opleidingen gefuseerd en eventueel gescheiden van de mbo-opleiding. Rond 1990 worden de mbo-opleidingen gefuseerd. Deze fusies worden in de scholen vaak als gedwongen ervaren, omdat de bekostiging door het rijk het voortbestaan van kleine scholen onmogelijk maakt.
In 1996 wordt de Wet Educatie en Beroepsonderwijs (WEB) van kracht, die de in de fusiegolf van 1990 ontstane scholen (om dezelfde reden) tot een nieuwe fusieronde dwingt. De ontstane scholen in het middelbaar beroepsonderwijs heten vanaf dat moment Regionaal opleidingencentrum of ROC. De samengevoegde agrarische scholen (vallend onder het ministerie van LNV) heten Agrarisch opleidingscentrum of aoc.
Het mbo staat in die tijd bekend als beroepsonderwijs en volwasseneneducatie (bve). Inmiddels hoort de volwasseneneducatie niet meer automatisch tot het werkterrein van de regionale opleidingencentra en wordt weer gesproken over de mbo-sector.

## Internationale herkenbaarheid
MBO is in het buitenland vergelijkbaar met het Vlaamse Technisch secundair onderwijs (TSO), de Further education colleges in Engeland, de community colleges in de Verenigde Staten of de sredneje professionalnoje obrzovanieje (Russisch: среднее профессиональное образование) (SPO/СПО) in Rusland. Deze instituties leveren praktische en beroepsgerichte cursussen tot het niveau van de Higher National Diploma (HND), de Foundation degree (FD), of soms hooguit de Associate Degree (AD).
Sedert 2009 werkt onder meer de MBO Raad aan een indeling naar onderwijsniveau in het Europees Kwalificatieraamwerk, om de internationale vergelijkbaarheid te vergroten.

## Kenniscentra
Tot 1 augustus 2015 waren het de KBB's kenniscentra voor beroepsonderwijs en bedrijfsleven (verenigd in Colo) die zorgden voor de relatie tussen beroepsonderwijs en bedrijfsleven. Ze stellen kwalificatiedossiers op (waarin staat wat een student moet kennen en kunnen als hij klaar is met zijn mbo-opleiding) en erkennen en begeleiden stagebedrijven.
Na 1/8/2015 is deze taak overgegaan naar een nieuwe organisatie het SBB, Samenwerkingsorganisatie Beroepsonderwijs Bedrijfsleven. De voormalige Kbb's zijn hierin in opgegaan.
Het SBB is gevestigd te Zoetermeer en geeft uitvoering aan de wettelijke taken vanuit de WEB.

## SBB
Samenwerkingsorganisatie Beroepsonderwijs Bedrijfsleven (SBB) is belast met uitvoering van de wettelijk taken voortkomend uit de Wet educatie beroepsonderwijs. Deze taken zijn:
- Het erkennen en begeleiden van leerbedrijven;
- Het onderhouden van de kwalificatiestructuur van het mbo;
- Het verzorgen van informatie over de arbeidsmarkt, beroepspraktijkvorming (bpv; stages en leerbanen) en de doelmatigheid van het opleidingsaanbod.[2]

De doelen van SBB zijn als volgt: 
- Mbo-studenten krijgen de beste praktijkopleiding met uitzicht op een baan;
- Bedrijven beschikken nu en in de toekomst beschikken over de vakmensen die ze nodig hebben.[3]

De SBB is een zelfstandig bestuursorgaan (ZBO), dat verbonden is aan het ministerie van Onderwijs, Cultuur en Wetenschap (OCW). 
Meer dan andere sectoren heeft het mbo een nauwe relatie met het bedrijfsleven. Dit is deels formeel vastgelegd in wet- en regelgeving. Zo is het bedrijfsleven vertegenwoordigd in de sectorkamers en de marktsegmenten van SBB. Op deze wijze beslist het bedrijfsleven mee over de kwalificatiedossiers, kwalificaties, kwalificatie-eisen en keuzedelen binnen het mbo.

## JOB
De Jongeren Organisatie Beroepsonderwijs (JOB) behartigt de belangen van alle mbo-scholieren van Nederland. 
JOB helpt mbo'ers als zij vragen of problemen hebben, komt op voor de rechten van mbo'ers en vertegenwoordigt mbo'ers in landelijk overleg, bijvoorbeeld bij het ministerie van Onderwijs. Vanuit de JOB komt elke twee schooljaren de JOB-enquête. Deze enquête is bedoeld om studenten in het MBO hun mening te laten geven over alles binnen hun school. De school heeft dan de mogelijkheid om de bevindingen te gebruiken in het verbeteren van het onderwijs en de bijbehorende dienstverlening.

## mbo Basisopleiding
Via diverse opleiders is het mogelijk om een mbo Basisopleiding te volgen. Een Basisopleiding is een verkorte vorm van een mbo-opleiding waarvoor geen vooropleidingseis geldt. mbo Basisopleidingen zijn niet officieel erkend.

## Opleidingen
In 2007/2008 waren bij vrouwen de opleidingen sociaalpedagogisch werk, detailhandel en Hulp bij Zorg en Welzijn het populairst. Bij mannen was dat bouw, ICT en detailhandel.
In 2010/2011 waren bij de mannen dezelfde opleidingen nog steeds het populairst. Bij de vrouwen was de top 3: Sociaalpedagogisch werk, Verzorging en Hulp bij Zorg en Welzijn.

## Studenten
Sinds studiejaar 2020/2021 heeft volgens de 'Wet educatie en beroepsonderwijs' het MBO geen scholieren of leerlingen meer, maar studenten. Hierdoor hebben zij een gelijke status aan die van andere studenten. Ook heeft de wijziging van de status consequenties op het toelatingsrecht.
| Top-10 Opleidingskeuze in het mbo (2007-2008) | Top-10 Opleidingskeuze in het mbo (2007-2008) |
| Mannen (×1000)                                | Vrouwen (×1000)                               |
| --------------------------------------------- | --------------------------------------------- |
|                                               |                                               |